# Odontria subnitida
Odontria subnitida är en skalbaggsart som beskrevs av Given 1952. Odontria subnitida ingår i släktet Odontria och familjen Melolonthidae. Inga underarter finns listade i Catalogue of Life.